# Marcelino Perelló Valls
Marcelino Perelló Valls (Ciudad de México; 1944-Ib.; 5 de agosto de 2017) fue un matemático, académico y activista estudiantil mexicano, miembro del Movimiento estudiantil en México de 1968, siendo representante de la Facultad de Ciencias de la UNAM ante el Consejo Nacional de Huelga (CNH), y miembro del Partido Comunista Mexicano desde 1965.

## Biografía
Al inicio del Movimiento, fue detenido el 27 de julio, después de que la policía allanara el local semiclandestino del PCM, en la calle de Mérida el 26 de julio de 1968, aunque fue liberado al día siguiente por sus conexiones políticas. El día 2 de octubre de 1968, se resguardó en un departamento al sur de la Ciudad de México; el departamento pertenecía a Andrés Caso Lombardo, uno de los negociadores del gobierno con el CNH, lo cual ha levantado sospechas en cuanto a su actuar político y lealtades. Se graduó de matemático en 1975 por la Universidad de Bucarest y dos años después obtuvo la maestría en ciencias por la misma institución. Como catedrático, dio clases en la Universidad Autónoma de Barcelona de 1977 a 1985, en la Universidad Autónoma de Sinaloa de 1985 a 1986 y en la Universidad Autónoma de Puebla de 1987 a 1988. Desde 1990 era profesor de la facultad de Ciencias de la UNAM, de la que, como estudiante de física, fue representante al CNH, cúpula dirigente del movimiento de 1968. Marcelino Perelló era colaborador en Excélsior como columnista y articulista, y tuvo un programa radiofónico semanal en Radio UNAM, llamado Sentido contrario, hasta abril de 2017.

## Escándalo por comentarios misóginos y normalización de la violencia de género
En abril de 2017 se vio envuelto en un escándalo mediático por la polémica desatada cuando en su programa de radio hizo una serie de comentarios misóginos y sexualmente degradantes en contra de víctimas de violación. El 5 de mayo de 2017 la Dirección General de Asuntos Jurídicos de la UNAM lo separó de su cargo considerando que había elementos suficientes para dar por terminado el contrato de trabajo del conductor tras determinar que sus dichos fueron contra la equidad de género. La Comisión Nacional de los Derechos Humanos de su país condenó las expresiones.